# Liste der denkmalgeschützten Objekte in Untersiebenbrunn
Die Liste der denkmalgeschützten Objekte in Untersiebenbrunn enthält die denkmalgeschützten, unbeweglichen Objekte der niederösterreichischen Gemeinde Untersiebenbrunn im Bezirk Gänserndorf.

## Denkmäler
| Foto |                 | Denkmal                                                    | Standort                                          | Beschreibung | Metadaten |
| ---- | --------------- | ---------------------------------------------------------- | ------------------------------------------------- | --- | --- |
| ja   | Datei hochladen | Kirchhof HERIS-ID: 10294 Objekt-ID: 6347                   | Kirchengasse 10 Standort KG: Untersiebenbrunn     | Friedhof mit Resten einer Wehrmauer und Grabsteinen teilweise aus Barock und Biedermeier. | BDA-Hist.: Q38063262 Status: § 2a Stand der BDA-Liste: 2025-06-30 Name: Kirchhof GstNr.: 252/1 Pfarrkirche Untersiebenbrunn                   |
| ja   | Datei hochladen | Kath. Pfarrkirche hl. Veit HERIS-ID: 10293 Objekt-ID: 6346 | Kirchengasse 8, bei Standort KG: Untersiebenbrunn | Die in erhöhter Lage errichtete Kirche ist von einem Friedhof mit Mauer umgeben. Die barocke Kirche wurde 1710 anstelle einer mittelalterlichen Wehrkirche, die zuvor großteils abgetragen wurde, errichtet. | BDA-Hist.: Q38063201 Status: § 2a Stand der BDA-Liste: 2025-06-30 Name: Kath. Pfarrkirche hl. Veit GstNr.: 252/2 Pfarrkirche Untersiebenbrunn |
| ja   | Datei hochladen | Bildstock HERIS-ID: 10295 Objekt-ID: 6348                  | Standort KG: Untersiebenbrunn                     | Ein Tabernakelbildstock östlich der Ortschaft. | BDA-Hist.: Q38063305 Status: Bescheid Stand der BDA-Liste: 2025-06-30 Name: Bildstock GstNr.: 396/5 Bildstock Untersiebenbrunn                |